# Orquesta Sinfónica de Navarra
La Orquesta Sinfónica de Navarra / Nafarroako Orkestra Sinfonikoa, conocida también por su acrónimo OSN / NOS, es una orquesta sinfónica española con sede en Pamplona (Navarra). Fundada en 1879 por el compositor y virtuoso del violín Pablo Sarasate se trata del primer conjunto orquestal independiente en activo más antiguo de España.
Desde 2022 su director titular es Perry So y está integrada por 53 intérpretes titulares. Forma parte de la Asociación Española de Orquestas Sinfónicas y de la Red de Organizadores de Conciertos Educativos y Sociales.

## Sede
La Orquesta Sinfónica de Navarra tiene su sede central en la calle Sandoval 6 de Pamplona. Su programación anual estable, que en la temporada 2023-2024 será de 12 conciertos, se realiza en el Auditorio Baluarte de Pamplona. No obstante también ofrece dos temporadas de abono, con un menor número de conciertos, en Tudela (Teatro Gaztambide) y Tafalla (Centro Cultural Tafalla Kulturgunea).

## Historia

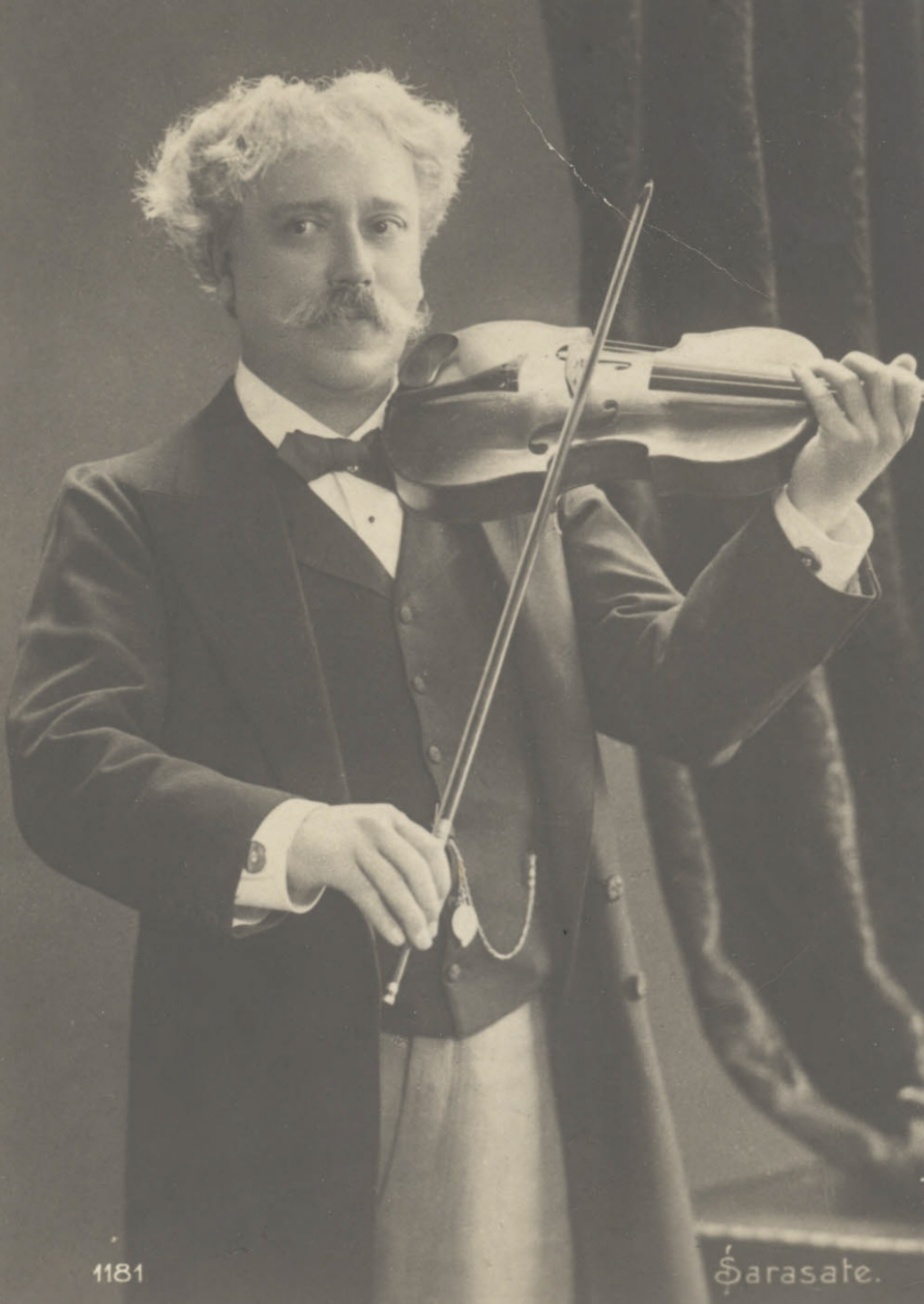
Pablo de Sarasate, el fundador de la orquesta sinfónica navarra.

Fundada por Pablo Sarasate en 1879, bajo el nombre de Sociedad de Conciertos y Socorros Mutuos Santa Cecilia, en su gestación estuvo el afán de Sarasate por contar con una orquesta en Pamplona. El Reglamento orgánico originalmente se creó en 1883 en donde se especifica que “el objeto de esta Sociedad es el de elevar el arte musical a la mayor altura posible, y el filantrópico de socorrerse los asociados  (refiriéndose a los instrumentistas) mutuamente en sus enfermedades o con ocasión de ellas”. Inicialmente constaba de 70 miembros figurando como primer director Joaquín Maya, director de la Academia de Música de Pamplona. En ausencia de su director titular ejercieron la dirección de la orquesta figuras como Ricardo Villa, Joaquín Larregla, Arturo Saco del Valle o el compositor francés, amigo de Sarasate, Camille Saint-Saëns.
En 1995, en pleno proceso de profesionalización, se renombró a Orquesta Pablo Sarasate precediendo en un par de años a la creación de la Fundación Pablo Sarasate (activa entre diciembre de 1997 y agosto de 2016). Durante esta época su director titular más destacado fue Ernest Martínez Izquierdo quien impulsó la programación de compositores navarros e internacionales tanto clásicos como contemporáneos. Desde entonces la Orquesta experimentó una profunda transformación, siempre con la búsqueda de la excelencia en la calidad artística como objetivo principal, ampliando su repertorio y colaborando habitualmente con solistas y directores de renombre mundial logrando ser considerada una de las mejores orquestas del panorama español, asiduamente invitada a salas de conciertos y festivales del máximo rango nacional e internacional.

"Lo que se debe hacer es ofrecer al público las piezas en buenas condiciones —cuidar los contrastes, del sonido, de la energía—, porque lo que quiere es vivir una experiencia. Hay que saber transmitir el placer de hacer buena música y, así, el público responde".
Ernst Martínez Izquierdo (Sonograma Magazine, 5 de abril de 2022) 

A partir de 2016, y ya bajo el nombre actual de Orquesta Sinfónica de Navarra / Nafarroako Orkestra Sinfonikoa, se integró en la Fundación Baluarte una institución pública financiada principalmente por el Gobierno de Navarra. Por este motivo es la orquesta oficial de la Comunidad Foral de Navarra. No obstante también cuenta con patrocinadores privados como las Fundaciones Caja Navarra y "la Caixa", Audenasa, El Corte Inglés o la Corporación Mondragón. Además de realizar conciertos en solitario también actúa en eventos con otras entidades musicales como el Orfeón Pamplonés, la Agrupación Coral de Cámara de Pamplona o las diferentes Escuelas de Música de Navarra. Tiene suscritos diferentes convenios como el suscrito con el Centro Superior de Música del País Vasco - Musikene por el cual alumnos de esta entidad realizan prácticas curriculares en conciertos oficiales.
Aparte de sus cometidos institucionales y las presentaciones oficiales que asume como embajadora sinfónica de Navarra, la OSN/NOS ha realizado grabaciones discográficas propias para sellos como Naxos y Sony Classical. También ha interpretado diferentes bandas sonoras como la serie de películas de la ‘trilogía del Baztan’ compuestas por Fernando Velázquez o la película de animación D’artacán y los tres mosqueperros compuesta por Manel Gil-Inglada. Desde 2019 colabora con AMAEN (Archivo de Música y Artes Escénicas de Navarra) surtiendo la Fonoteca Navarra con obras patrimoniales y de nueva creación de compositores navarros.

## Dirección
Desde septiembre de 2022 el director titular y artístico de la OSN / NOS es Perry So. Nacido en Hong Kong en 1982, donde recibió formación musical en piano, órgano, violín, viola y composición, So fundó una orquesta académica y dirigió producciones líricas con los graduandos. En 2008 cursó estudios de dirección en el Instituto Peabody de Baltimore (Estados Unidos) junto a Gustav Meier. A lo largo de su trayectoria ha dirigido orquestas como la Filarmónica de Hong Kong, la Sinfónica de San Francisco, la Filarmónica de Los Ángeles, la Orquesta Nacional de Gales, la Staatsorchester Rheinische Philharmonie, la Sinfónica de Nueva Zelanda, la Sinfónica de Shanghai, la Residentie Orkest de La Haya, la Filarmónica de Londres o la Orquesta Sinfónica del Principado de Asturias.

"Mis objetivos para los próximos tres años incluyen desarrollar nuestra identidad musical y aumentar la cohesión sonora del conjunto, profundizar en el repertorio y ampliar los horizontes de la Orquesta incorporando más música de compositores contemporáneos y recuperando la mejor música de autores del pasado, con objeto de convertirnos en una orquesta flexible, aventurera y capaz de interpretar cómodamente cualquier música desde el siglo XVIII al presente".
Perry So (La Vanguardia, 19 de mayo de 2022) 

Los predecesores en el cargo han sido:
- Joaquín Maya y Ricardo Villa como sustituto ocasional (1879-1932)
- Joaquín Gasca (1933-1936)
- Fermín Muruzábal (1936-1945)
- Luis Morondo (1945-1960)
- Bruno Muñoz (1960-1962)
- Javier Bello-Portu (1962-1983)
- Miguel Roa (1983-1985)
- Jacques Bodmer (1G985-1993)
- Miquel Ortega (1993-1995)
- Ernest Martínez Izquierdo (1997-2013)
- Antoni Wit (2013-2018)[37]
- Manuel Hernández-Silva (2018-2022)[38]

## Actividades y programación
Además de la programación regular la OSN - NOS desarrolla una importante actividad social y educativa en toda la comunidad con programas como el ciclo itinerante "Sinfónica en Navarra" o el programa "Audiciones Guiadas" previas a cada concierto. Con regularidad realiza conciertos extraordinarios en equipamientos como el Auditorio de Barañáin (lugar donde realiza sus ensayos), el Museo Universidad de Navarra o Civican.

### Temporada 2023-2024
Concierto 1 - "Románticos y universales - Erromantikoak eta unibertsalak"
- Serguéi Rajmáninoff - Concierto para piano nº 2 en Do menor, op. 18
- Franz Schubert - Sinfonía nº 9 en Do Mayor, D. 944 "La Grande"

Concierto 2 - "Ventanas abiertas - Leiho irekiak"
- Carme Fernández Vidal - Erreinu Miresgarria
- Piotr Ilich Chaikovski - Concierto para violín en Re Mayor, op. 35
- Felix Mendelssohn - Sinfonía nº 3 en La Menor, op. 56 "Escocesa"

Concierto 3 - "Luces del Norte - Iparraldeko argiak"
- Arvo Pärt - Canción de Silouan
- Edvard Grieg - Peer Gynt: Suite nº 1, op. 46
- Edvard Grieg - Peer Gynt: Suite nº 2, op. 56
- Jean Sibelius - Sinfonía nº 5 en Mi bemol Mayor, op. 82

Concierto 4 - "Tradición y renovación - Tradizioa eta berrikuntza"
- Ígor Stravinski - Juego de cartas
- Johann Sebastian Bach - Concierto para clave nº 1 en Re menor, BWV 1052
- Robert Schumann - Sinfonía nº 4 en Re menor, op. 120 (revisión de 1851)

Concierto 5 - "Pasión y provocación - Pasioa eta probokazioa"
- Dmitri Shostakóvich - Sinfonía nº 9 en Mi bemol Mayor, op. 70
- Antonín Dvořák - Concierto para violonchelo en Si menor, op. 104

Concierto 6 - "Entre la luz y la oscuridad - Argi-ilunetan"
- Wolfgang Amadeus Mozart - Sinfonía nº 25 en Sol menor, K. 183
- Richard Strauss - Concierto para oboe en Re mayor, Trv 292
- Arnold Schönberg - Noche transfigurada, op. 4

Concierto 7 - "La voz de la tierra - Lurraren ahotsa"
- Vicent Egea - Climate change
- Gustav Mahler - Sinfonía nº 4 en Sol mayor

Concierto 8 - "Flores cortadas - Lore moztuak"
- Gustav Mahler - Sinfonía nº 1 "Blumine"
- Max Bruch - Concierto para violín nº 1 en Sol menor, op. 26
- Emilie Mayer - Sinfonía nº 5 en Fa menor

Concierto 9 - "Destellos - Distirak"
- Cecilia McDowall - Seraphim
- Aleksandra Pakhmutova - Concierto para trompeta y orquesta
- Antonín Dvořák - Sinfonía nº 9 en Mi menor, op. 95 "Del nuevo mundo"

Concierto 10 - "Alzar el vuelo - Hegan egitea"
- Einojuhani Rautavaara - Cantus Arcticus: Concierto para pájaros y orquesta
- Frédéric Chopin - Concierto para piano nº 2 en Fa menor, op. 21
- Piotr Ilich Chaikovski - Sinfonía nº 1 en Sol menor, op. 13 "Sueños de invierno"

Concierto 11 - "Recreos - Jostaldiak"
- Maurice Ravel - Le Tombeau de Coupertin
- Joaquín Rodrigo - Concierto de Aranjuez
- Ludwig van Beethoven - Sinfonía nº 6 en Fa mayor, op. 68 "Pastoral"

Concierto 12 - "Contemplar la vida - Bizitzari so"
- Joseph Haydn - Las estaciones

### Temporada 2024-2025 - "Metamorfosis"
Concierto 1 - "Amor y tormento - Amodioa eta oinazea"
- Piotr Ilich Chaikovski - Concierto para piano nº 2
- Ludwig van Beethoven - Las criaturas de Prometeo

Concierto 2 - "Mozart y Mambo"
- Wolfgang Amadeus Mozart - Obertura de El rapto en el serrallo, K. 384
- Wolfgang Amadeus Mozart - Concierto para trompa nº 3 en Mi bemol Mayor, K. 447
- Richard Egüés - El Bodeguero
- Joshua Davis y Yuniet Lombida - Rondo alla Mambo
- Wolfgang Amadeus Mozart - Sinfonía nº 33 en Mi bemol Mayor, K. 319
- Isolina Carrillo - Dos gardenias
- Ernesto Oliva - Kalimotxo, un mambo en San Fermín
- José Fernández - La Guantanamera

Concierto 3 - "Sin complicaciones - Konplikaziorik gabe"
- Jessie Montgomery - Banner para cuarteto de cuerda y orquesta de cámara
- Samuel Barber - Concierto para violín
- Johannes Brahms - Sinfonía nº 1 en Do menor

Concierto 4 - "El Cascanueces - Intxaur-kraskagailua"
- Piotr Ilich Chaikovski - El Cascanueces

Concierto 5 - "El aire, el agua y la noche - Airea, ura eta gaua"
- Grażyna Bacewicz - Obertura
- Antonín Dvořák - Fantasía sobre Rusalka

Concierto 6 - "Los que iluminan - Argi-emaileak"
- Wolfgang Amadeus Mozart - Sinfonía n.º 35 en Re Mayor, K.385, “Haffner”
- Wolfgang Amadeus Mozart - Concierto para piano nº 20 en re menor, K.466
- Ludwig van Beethoven - Sinfonía n.º 1 en Do Mayor, op.21

Concierto 7 - "Ora et labora"
- Fernando Remacha - Jesucristo en la Cruz
- Anton Bruckner - Sinfonía n.º 6 en La Mayor, WAB 106

Concierto 8 - "Luces y sombras - Argiak eta itzalak"
- Felix Mendelssohn - Obertura de Ruy Blas, op. 95
- Felix Mendelssohn - Sinfonía n.º 1 en do menor, op. 11
- Antonín Dvořák - Sinfonía n.º 7 en re menor, op. 70

Concierto 9 - "Amor que ennoblece - Amodio goreslea"
- Laura Vega - Galdosiana
- Carl Nielsen - Concierto para flauta y orquesta

Concierto 10 - "Tiempos de guerra - Gerra garaiak"
- Ludwig van Beethoven - Obertura Coriolano
- Edward Elgar - Concierto para violoncello en mi menor, op. 85
- Charlotte Sohy - Sinfonía en do sostenido menor, op. 10, “Gran guerra”

Concierto 11 - "Mirando el cielo - Zeruari begira"
- Richard Strauss - Muerte y transfiguración, op. 24, TrV 158
- Gustav Holst - Los planetas, op. 32

Concierto 12 - "Requiem"
- Giuseppe Verdi - Réquiem